# Cyanotis cucullata
Cyanotis cucullata là một loài thực vật có hoa trong họ Commelinaceae. Loài này được (Roth) Kunth mô tả khoa học đầu tiên năm 1843.